# CD Chivas USA
Club Deportivo Chivas USA eller bare Chivas USA var en amerikansk fodboldklub fra Carson ved Los Angeles, Californien. Klubben spiller i Nordamerikas bedste liga, Major League Soccer, og har hjemmebane på stadionet The Home Depot Center. Klubben blev grundlagt i 2004 i forbindelse med en udvidelse af MLS, og spillede med i ligaen indtil klubben ophørte i 2014.
Chivas tog sit navn fra den mexicanske klub CD Chivas fra Guadalajara, som man både har fælles ejer, og et tæt samarbejde med.

## Kendte spillere
| - Jonathan Bornstein (2006–2010) - Darío Delgado (2010) - Maykel Galindo (2007–2010) - Juan Pablo García (2005–2006) - Amado Guevara (2008–2009) - Brad Guzan (2005–2008) - Atiba Harris (2007–2009) - Ezra Hendrickson (2005) - Sacha Kljestan (2006–2010) - Carlos Llamosa (2006–2007) - Giancarlo Maldonado (2010) - Jesse Marsch (2006–2009) | - Francisco Mendoza (2005–2008) - Ramón Núñez (2008–2009) - Juan Francisco Palencia (2005–2006) - Chris Pozniak (2008) - Ramón Ramírez (2005–2007) - Ante Razov (2006–2009) - Osael Romero (2010) - Douglas Sequeira (2005) - Claudio Suárez (2006–2009) - Shavar Thomas (2007–2009) - Raphaël Wicky (2008) - Martín Zúñiga (2005) |

## Trænere
Samtlige trænere i Chivas USA siden klubbens stiftelse i 2004:
- Thomas Rongen (2005)
- Javier Ledesma (2005)
- Hans Westerhof (2005)
- Bob Bradley (2006)
- Predrag Radosavljević (2007-09)
- Martin Vasquez (2010)
- Robin Fraser (2011-)